# Rhyparella
Rhyparella är ett släkte av tvåvingar. Rhyparella ingår i familjen fläckflugor.
Kladogram enligt Catalogue of Life:
| Rhyparella | \| \| Rhyparella decempunctata \| \| \| \| \| \| Rhyparella novempunctata \| \| \| \| |
|            | \| \| Rhyparella decempunctata \| \| \| \| \| \| Rhyparella novempunctata \| \| \| \| |
|            | Rhyparella decempunctata                                                              |
|            |                                                                                       |
|            | Rhyparella novempunctata                                                              |
|            |                                                                                       |